# Девід Коперфілд (фільм, 2000)
Девід Копперфілд — телевізійна драма 2000 року.

## Сюжет
Екранізація роману Чарльза Діккенса..